# José Clemente Maurer
José Clemente Maurer, C.Ss.R. (13 de marzo de 1900—27 de junio de 1990) fue un cardenal alemán, naturalizado boliviano. Se desempeñó como Arzobispo de Sucre de 1951 a 1983, y fue creado cardenal en 1967.

## Biografía
José Maurer nació en Püttlingen, e ingresó a la Congregación del Santísimo Redentor, más conocida como los Redentoristas, el 10 de septiembre de 1921. Luego de estudiar en Suiza y Luxemburgo, fue ordenado sacerdote el 11 de septiembre de 1925. Luego se trasladó a misionar a los pueblos indígenas de Bolivia, sirviendo como superior de la residencia del los Redentoristas en La Paz entre 1926 a 1947, cuando se volvió vicesuperior de su congregación en Sudamérica.
El 1 de marzo de 1950, Maurer fue designado Obispo auxiliar de La Paz y obispo titular de Cea por Pío XII. Recibió su consagración episcopal en abril 16 de ese año por el cardenal Adeodato Giovanni Piazza, OCD, con el arzobispo Francesco Beretti y el obispo Augusto Sieffert, CSSR, actuando como co consagradores. Maurer fue promovido a Arzobispo de Sucre el 27 de octubre de 1951, y participó del Segundo Concilio Vaticano entre 1962 y 1965.
Pablo VI lo creó Cardenal presbítero con el título de Ss. Redentore e S. Alfonso in Via Merulana en el consistorio del 26 de junio de 1967; Maurer fue el primer cardenal de Bolivia. Fue cardenal elector y participó en los cónclaves de agosto y octubre de 1978, que eligieron a Juan Pablo I y a Juan Pablo II respectivamente. Maurer renunció a su puesto de arzobispo el 30 de noviembre de 1983, luego de treinta y nueve años de servicio.
Murió en Sucre a los 90 años. Fue sepultado en la catedral metropolitana.